# Фазил-хан Шейда
Фазил-хан Шейда (азерб. Fazil xan Şeyda; 1783, Тебриз, Тебризское ханство — 1 марта 1852, Тифлис, Тифлисский уезд, Тифлисская губерния, Российская империя) — азербайджанский поэт и педагог, писавший на персидском языке, дипломат Каджарского государства.

## Биография
Фазил-хан Шейда родился в 1783 году в Тебризе в семье инженера. Его настоящее имя Молла Фятулла. Он получил религиозное образование в родном городе. Присутствовал на подписании Туркманчайского мирного договора в 1828 года, когда, вероятно, познакомился с участвовавшим в процедуре Александром Грибоедовым. В качестве воспитателя принца Хосров Мирзы сопровождал его «искупительную миссию», посланную Фатали шахом в Петербург. 24 мая 1829 года на Военно-Грузинской дороге около селения Казбек с миссией встретился ехавший в действующую армию с Александром Пушкиным. Между ним и Фазил-ханом состоялась через переводчика беседа. Главным оставшимся от нее у Пушкина впечатлением было то, что на «высокопарное восточное приветствие», начатое им в «важно-шутливом» тоне, Фазил-хан отвечал с «простою, умной учтивостию порядочного «т. е. принадлежащего к «хорошему обществу», благовоспитанного человека»». Убедившись в своем ошибочном представлении о культуре общения на Востоке, Пушкин начал писать, но оставил в виде нескольких недоработанных строк незавершенного черновика посвященное Фазил-хану стихотворение «Благословен твой подвиг новый...». 
Фазил-хан подвергался преследованиям со стороны государственных чиновников и духовенства за критику высокопоставленных чиновников в своих стихах. Поэтому он покинул Каджарский Иран в 1838 году и переехал в Тифлис, став подданным Российской империи. В 1846 году Фазил-хан был назначен начальником канцелярии на Кавказе, а в 1847 году назначен учителем во вновь открывшейся шиитской школе в Тифлисе. Живя в Тифлисе, посещал заседания литературного совета «Дивани-Хикмет». Поэт скончался в Тифлисе 1 марта 1852 года и был похоронен на городском мусульманском кладбище.